# 143娛樂
143娛樂（韓語：143엔터테인먼트），是韓國的經紀公司，於2020年由說唱歌手出身的製作人Digital Masta成立。

## 歷史沿革
2020年6月9日，饒舌歌手出身的製作人Digital Masta成立143娛樂。
2022年9月16日，公司宣佈於29日推出首支女子組合LIMΞLIGHT的預出道專輯，組合為韓國史上最初成員人數無限制的擴張型女團。
2023年1月1日，公司宣佈與iKON簽訂專屬合約，並預計於4月回歸。

## 旗下藝人

### 個人
- Dok2
- BOBBY（iKON）

### 演員
- 鄭粲右（iKON）
- 具晙會（iKON）

### 團體
| 出道日期                  | 組合名稱           | 性別 | 成員                                                        | 粉絲名稱 | 應援物品／顏色 |
| ------------------------- | ------------------ | ---- | ----------------------------------------------------------- | -------- | -------------- |
| 2015年9月15日             | iKON               | 男   | 金振煥、宋允亨、BOBBY、金東赫、具晙會、鄭粲右               | iKONIC   | KONBAT         |
| 2023年2月14日 ↓ 2024年9月 | LIMELIGHT ↓ MADEIN | 女   | MiU、金守慧 ↓ 坂本舞白、MiU、金守慧、姜睿序、SERINA、NAGOMI | 未公布   | 未公布         |

## 已離開藝人
- MADEIN
  - 吳佳誾（前LIMELIGHT）（2023-2024）

## 昔日練習生
男練習生
- 李多乙（《BOYS PLANET》）
- 林準序（《BOYS PLANET》）

## 爭議

### 李榮學(Digital Masta)猥褻案
2024年11月，吳佳誾遭李榮學(音譯)在辦公室內鎖上門猥褻二小時後，遭退團。
2025年4月29日，吳佳誾母親舉辦記者會，要求143娛樂公開道歉，並立即開除李姓代表。

## 外部連結
143娛樂
- 143娛樂的Instagram帳戶
- 143娛樂的X（前Twitter）
- 143娛樂的新浪微博

143娛樂選秀
- 143娛樂選秀的Instagram帳戶